# Francesco de Nittis
Francesco de Nittis (Vieste, Foggia, 3 de julio de 1933 - Vieste, 10 de marzo de 2014) fue un arzobispo y diplomático de la Santa Sede. 
De Nittis fue ordenado sacerdote el 15 de julio de 1956. En 1981 el papa Juan Pablo II lo nombró obispo titular de Tunes y lo envió como pronunció a Papúa Nueva Guinea. Posteriormente, fue nuncio apostólico en El Salvador (1985-1989), Honduras (1986-1989) y Uruguay (1990-1999). Posteriormente se retiró.